# 手と手 (植村花菜のアルバム)
『手と手』（てとて）は、植村花菜の通算7枚目のアルバム。2012年1月25日にキングレコードから発売。

## 解説
セルフカバー・アルバム『花菜〜My Favorite Things〜』から1年4ヶ月ぶり。オリジナルでは『わたしのかけらたち』から1年10ヶ月ぶり、ミニ・アルバムを除くと『愛と太陽』から4年3ヶ月ぶりのリリース。プロデューサーに椎名林檎や東京事変のプロデュースを手がける亀田誠治を起用。初回限定盤はMV・ライブ映像収録DVDが同梱。

## 収録曲
全曲　作詞・作曲：植村花菜　編曲：亀田誠治
| 曲名                    | 備考（タイアップ等） |
| ----------------------- | --- |
| 1．世界一ごはん         | 11thシングル（両A面）2曲目。 ハウス食品「ふうふうシチュー」CMソング。 |
| 2．メッセージ           | 12thシングル。 ギャガ配給アニメ映画『マジック・ツリーハウス』主題歌。 |
| 3．My Favorite Songs    | 11thシングル（両A面）1曲目。 |
| 4．手と手               | |
| 5．ひまわり             | 『おはよう朝日です』（ABCテレビ）による東日本大震災復興支援企画の一環で制作。 歌詞には、同番組のレギュラーコメンテーターや視聴者から寄せられた言葉の一部も取り入れている（詳細はおはよう朝日です#植村花菜を参照）。 |
| 6．Being In Nashville   | NHK BSプレミアム 『旅のチカラ』に植村が出演した際（2011年9月13日放送）に披露された楽曲「True to Myself」を改題。 歌詞はすべて英語で、歌詞カードには対訳がつけられている。                                           |
| 7．きみとぼく           | テレビ朝日 『やじうまテレビ!』テーマソング（2011年4月4日 - 2012年3月30日）。 |
| 8．ごめんね。           | |
| 9．ちむぐくる           | テレビ朝日 『修造学園XI』（2011年5月5日放送）で披露された楽曲。 |
| 10．タイムマシン        | |
| 11．O・B・A・C・H・A・N | |
| 12．光                  | |

DVD
MUSIC CLIP
1. My Favorite Songs
2. 世界一ごはん
3. メッセージ (Original ver.)

LIVE
Premium Live at Billboard Live TOKYO より
1. ミルクティー
2. Only You
3. キセキ
4. トイレの神様